# 灰胸山鹧鸪
灰胸山鹧鸪（學名 : Arborophila orientalis）是分佈在印尼的山鷓鴣屬鸟类。其种加词“orientalis”意为“东方的”。
灰胸山鹧鸪体重约336克，翼长约142.5毫米，嘴峰长约22.2毫米，喙宽度约5.9毫米，喙厚度约8.1毫米，跗蹠长约43毫米，尾长约50.2毫米。
灰胸山鹧鸪分布于东爪哇岛的山峰，在其分布区内为留鸟，其栖息在密集的高大树木组成的森林中，为草食性鸟类。

## 外部連結
- BirdLife Species Factsheet （页面存档备份，存于）